# Cornelis de Graeff (1599-1664)
Cornelis de Graeff, heer van Polsbroek (Amsterdam, 15 oktober 1599 - aldaar, 4 mei 1664) was een Amsterdamse regent, burgemeester, diplomaat en staatsman in de Republiek der Zeven Verenigde Nederlanden en een Nederlandse mecenas en kunstverzamelaar. De Graeff behoorde tot de staatsgezinde factie van de republiek.
Hij was een lid van het Amsterdamse geslacht De Graeff dat, met het verzwagerde geslacht Bicker, op het hoogtepunt van de Gouden eeuw vijftig jaar lang voor een belangrijk deel het bestuur over de stad Amsterdam bepaalde. Door deze machtsbasis hadden zij in het graafschap Holland en in de republiek een belangrijke vinger in de pap.
Cornelis de Graeff maakte deel uit van de staatsgezinde factie die na de plotselinge dood van stadhouder Willem II, vanaf het midden van de 17de eeuw de financiën en politiek in de republiek bepaalde. Hij werkte als schepen van Amsterdam nauw samen met zijn broer Andries de Graeff en de raadspensionaris Johan de Witt die getrouwd was met een dochter van zijn zus. Hij was een tegenstander van de Oranjes, maar gematigder dan zijn republikeinse voorganger Andries Bicker. Samen met de gebroeders Johan en Cornelis de Witt streefden de gebroeders De Graeff naar de volledige soevereiniteit van de republikeinse regenten, en voor de afschaffing van de stadhouderschap van het Huis van Oranje-Nassau. Cornelis de Graeff wist door zijn diplomatieke gaven een balans te bewaren tussen de calvinistische, Oranjegezinde facties en de staatsgezinde regenten.

## Jeugd
De Graeff, zoon van Jacob Dircksz de Graeff en Aeltje Boelens Loen, groeide op in het huis ‘de Keyzershoed’ in de Niezel, niet ver van de Oude Kerk. Door een complicatie bij de geboorte bezat De Graeff een verkorte linkerarm, op het portret, geschilderd door Pickenoy, duidelijk te zien. In 1618 werd zijn vader door stadhouder Maurits uit de vroedschap gezet, hetgeen de politieke houding van zijn zoon zou beheersen. In 1626 maakte De Graeff met zijn broer Dirk en Willem Nooms, heer van Aarlanderveen een grand tour. Hij bezocht Hugo de Groot, die in Parijs ambassadeur van Zweden was en verbleef vervolgens in Orleans, Blois, Nantes, La Rochelle en Poitiers. De Graeff keerde in 1628 naar Amsterdam terug en trad vervolgens toe tot de handelsfirma.

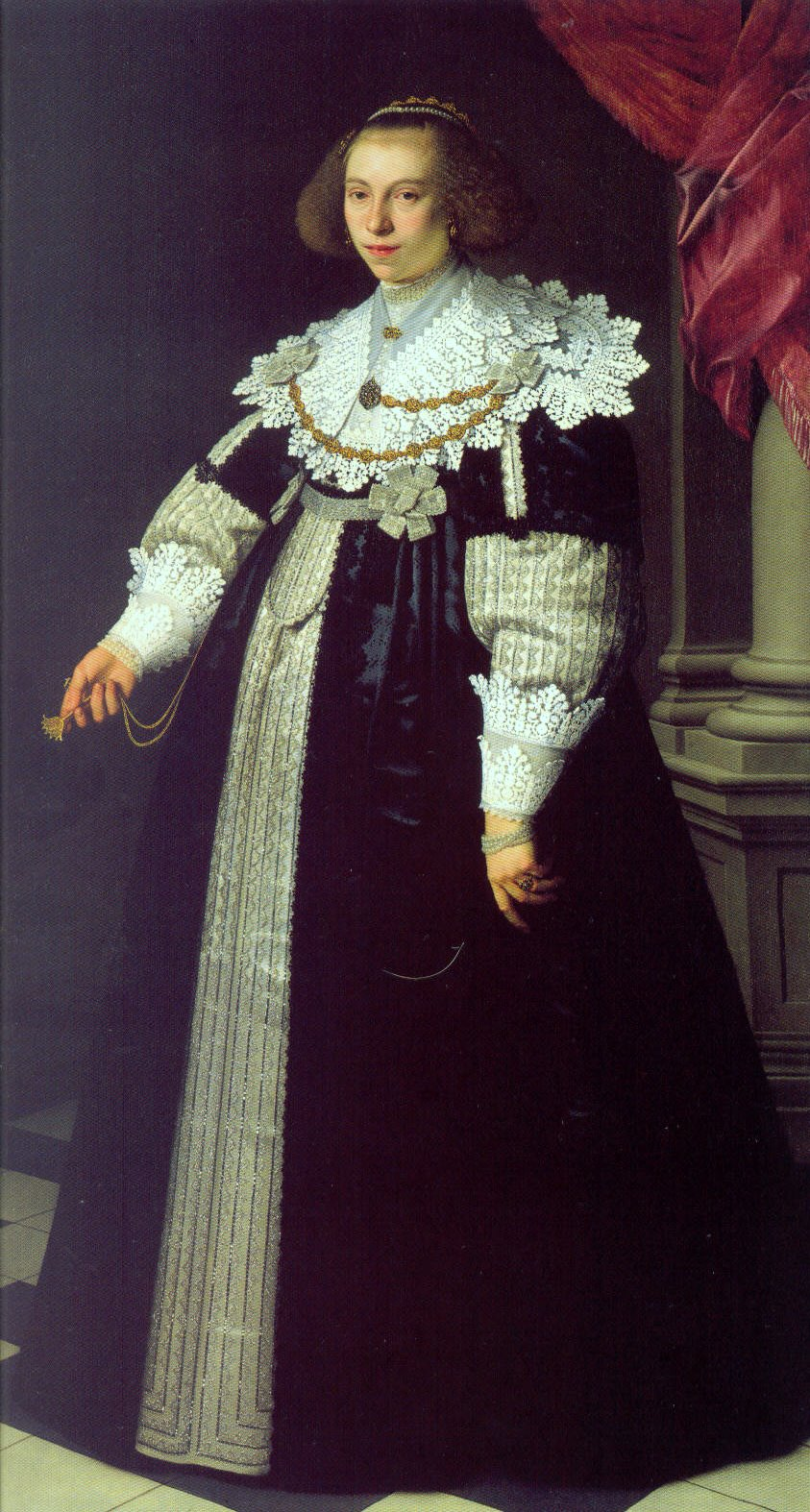
De 18-jarige Catharina Hooft in 1636 door Nicolaes Eliasz. Pickenoy, in de Gemäldegalerie, Berlijn

## Huwelijk en familie
De Graeff trouwde in 1633 met Geertruid Overlander (1609–1634), de dochter van burgemeester Volckert Overlander, die al na enkele maanden stierf. Vervolgens huwde De Graeff de negentien jaar jongere Catharina Hooft. Zij was toen 18 jaar. Uit dit huwelijk werden Pieter de Graeff en zijn jongere broer Jacob geboren. Het echtpaar bewoonde een met kostbaar houtwerk versierd pand, niet ver van het stadhuis, tegenwoordig Herengracht 216. Van zijn vijf broers en zussen waren er vier getrouwd met een Bicker, eveneens afkomstig uit de Lange Niezel.
In de zomer bewoonde De Graeff Huis Ilpenstein, aan de rand van de Purmer, niet ver van Ilpendam. Van het afgebroken kasteel is niet veel meer te zien. Rond 1650 stichtte De Graeff een buiten, nu bekend als Paleis Soestdijk. De Graeff is in de jaren 1655-1660 druk bezig, zo blijkt uit zijn te Soestdijk geschreven brieven aan de Staten-Generaal en aan Johan de Witt, met de opvoeding van Willem III van Oranje-Nassau. De hofstede en de omringende landerijen werden in 1674 door zijn zoon Jacob verkocht aan stadhouder Willem III, vroeger kind aan huis.
De Graeff en zijn jongere broer Andries - na zijn dood zijn opvolger als burgemeester - hielden zich bezig met kunst en genealogie en maakten veel werk van hun afstamming. De broodschrijver Joost van den Vondel huldigde De Graeff met het samenstellen van een boekje Afbeeldingen der stamheeren en zommige telgen van de Graven, Boelensen, Bickeren en Witsens, toegewyt den edelen en gestrengen Heere Andries de Graeff, enz. met hunne portretten.

## Carrière

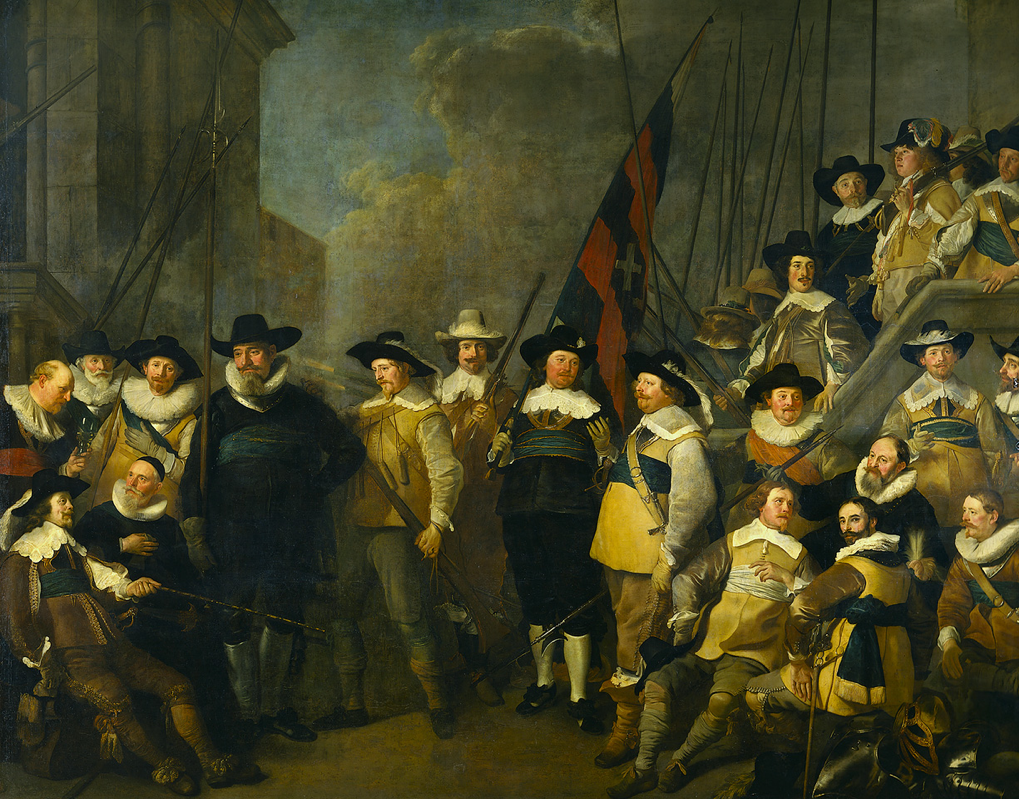
Officieren en andere schutters van wijk V in Amsterdam onder leiding van kaptein Cornelis de Graeff en luitenant Hendrick Lauwrensz door Jacob Adriaensz. Backer (1642), Rijksmuseum Amsterdam

Cornelis de Graeff begon in 1636 als bewindhebber (later ook als President-bewindhebber) van de Vereenigde Oostindische Compagnie. Een jaar later kwam hij in navolging van zijn vader in de Amsterdamse vroedschap. Later was hij ook kapitein bij de schutterij. Zijn compagnie is in 1642 geschilderd door Jacob Adriaensz. Backer, te zien in het Rijksmuseum. Tussen 1643 en 1662 was hij tienmaal burgemeester: viermaal magnificus (= presiderend burgemeester met een doorslaggevende stem) ten tijde van het Eerste Stadhouderloos Tijdperk.
Vanaf 1645, vervolgens tot lid van de gecommitteerde Raden verkozen, genoot Cornelis de Graeff het bijzonder vertrouwen van Frederik Hendrik van Oranje tijdens de aangevangen vredesonderhandelingen met Spanje. In 1648 steunde De Graeff samen met Andries en Cornelis Bicker en Jacob de Witt het sluiten van het verdrag van de vrede van Münster en diende in mei 1650 een voorstel in om overbodige troepen af te danken. Na de mislukte aanval op Amsterdam in 1650 kreeg De Graeff van stadhouder Willem II van Oranje te horen dat Andries en Cornelis Bicker uit de vroedschap moesten. Ook de tijd van de Oranjegezinde raadspensionaris Jacob Cats was voorbij. Hij was te buigzaam geweest in de tijd van Willem II en behoorde niet tot de staatsgezinde en republikeinse facties die nu verder de regering voerde. Zijn opvolger werd Adriaan Pauw, die het ambt ook reeds tijdens de stadhouderschap van Frederik Hendrik van Oranje had bekleed.
In 1648 was De Graeff een van de krachten achter de bouw van een nieuw stadhuis op de Dam, dat in 1655 werd ingewijd. De Graeffs jongere zoon Jacob legde samen met Gerbrand Pancras, Sybrant Valckenier en Pieter Schaep de eerste steen. Ter herinnering aan deze gebeurtenis vervaardigde de zilversmid Johannes Lutma een zilveren troffel thans in het Rijksmuseum.

### De Graeff en Johan de Witt

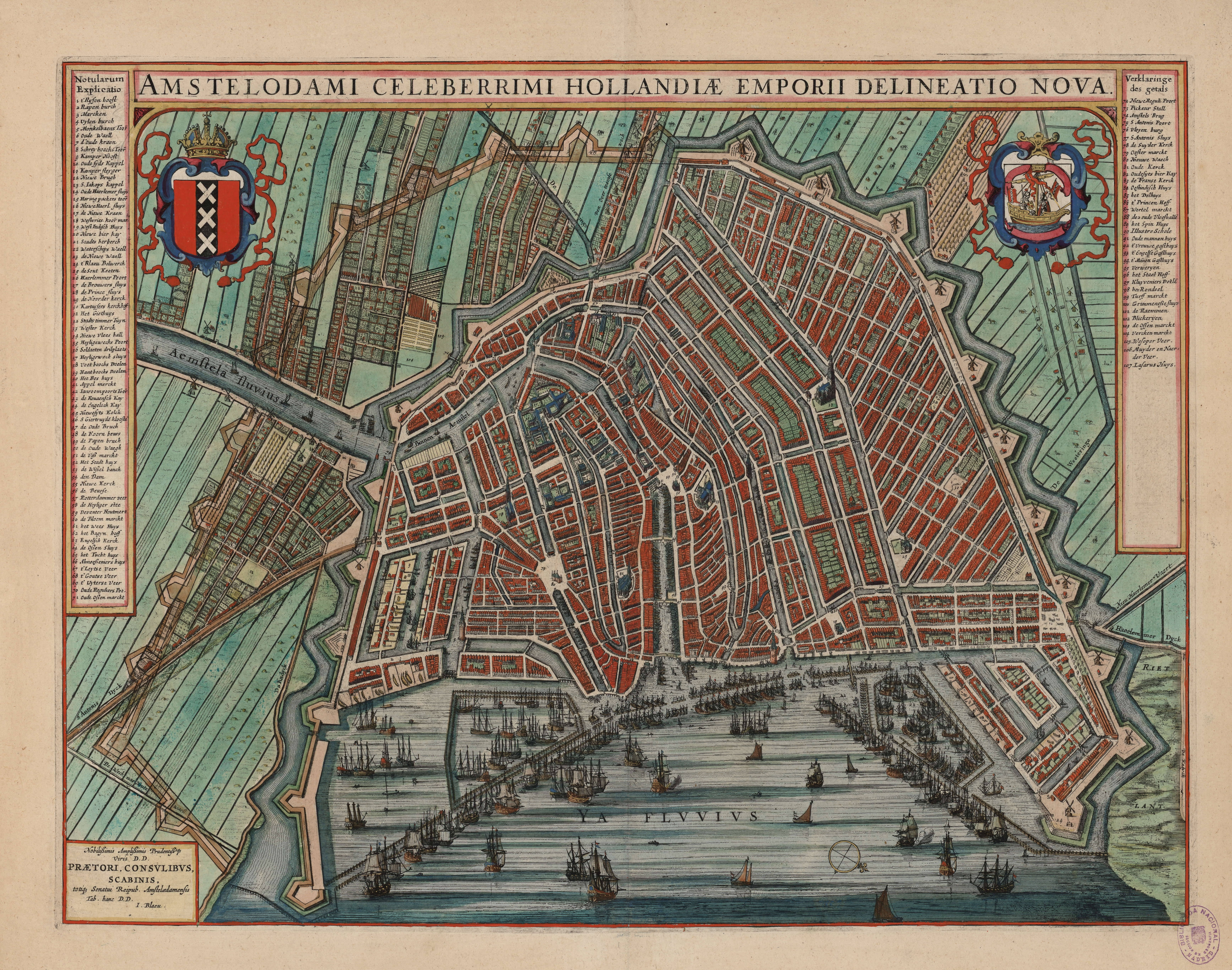
"Blaeus Toonneel der Steden" - kaart van Amsterdam (1652), ten tijde van het burgemeesterschap van Cornelis de Graeff

In 1653 werd zijn aangetrouwde neef Johan de Witt tot raadpensionaris van Holland gekozen. Deze benoeming kon alleen geschieden met de nadrukkelijke instemming van Amsterdam, dat onder leiding stond van De Graeff. De samenwerking tussen de twee politici was een belangrijke factor in het succes van De Witts politiek en de herleving van de economie na de Eerste Engels-Nederlandse Oorlog. De Witt erkende de macht van zijn oom, en deed zijn best om aan de Amsterdamse wensen tegemoet te komen. Dat sloot overigens geschillen tussen de twee niet uit. Ondanks deze verschillen in aanpak met De Witt bleef de verstandhouding tussen hem en De Graeff uitstekend.
Sinds 1653 heerste een burgeroorlogachtige toestand in Overijssel. Hasselt en Steenwijk wilden ook een stem in de Staten en rebelleerden tegen Zwolle, met steun van Deventer. Hasselt werd drie dagen gebombardeerd en Deventer stuurde versterkingen. In 1657 werd een commissie van de Staten-Generaal gevormd op aandringen van Holland. De Graeff en Johan de Witt maakten een eind aan de Overijsselse troebelen. De klok werd teruggedraaid. Hasselt en Steenwijk kregen geen gelijk.

#### Acte van Seclusie
Onder De Witts leiding werd in 1654 vrede met Engeland (Verdrag van Westminster) gesloten waarbij de leiders van Holland - De Witt, De Graeff, Johan Wolfert van Brederode en Jacob van Wassenaer Obdam - een geheime Acte van Seclusie lieten opnemen die het De Republiek verbood de zoon van stadhouder prins Willem II van Oranje - Willem III - automatisch als stadhouder aan te stellen.

### De Graeff als voogd van Willem III van Oranje

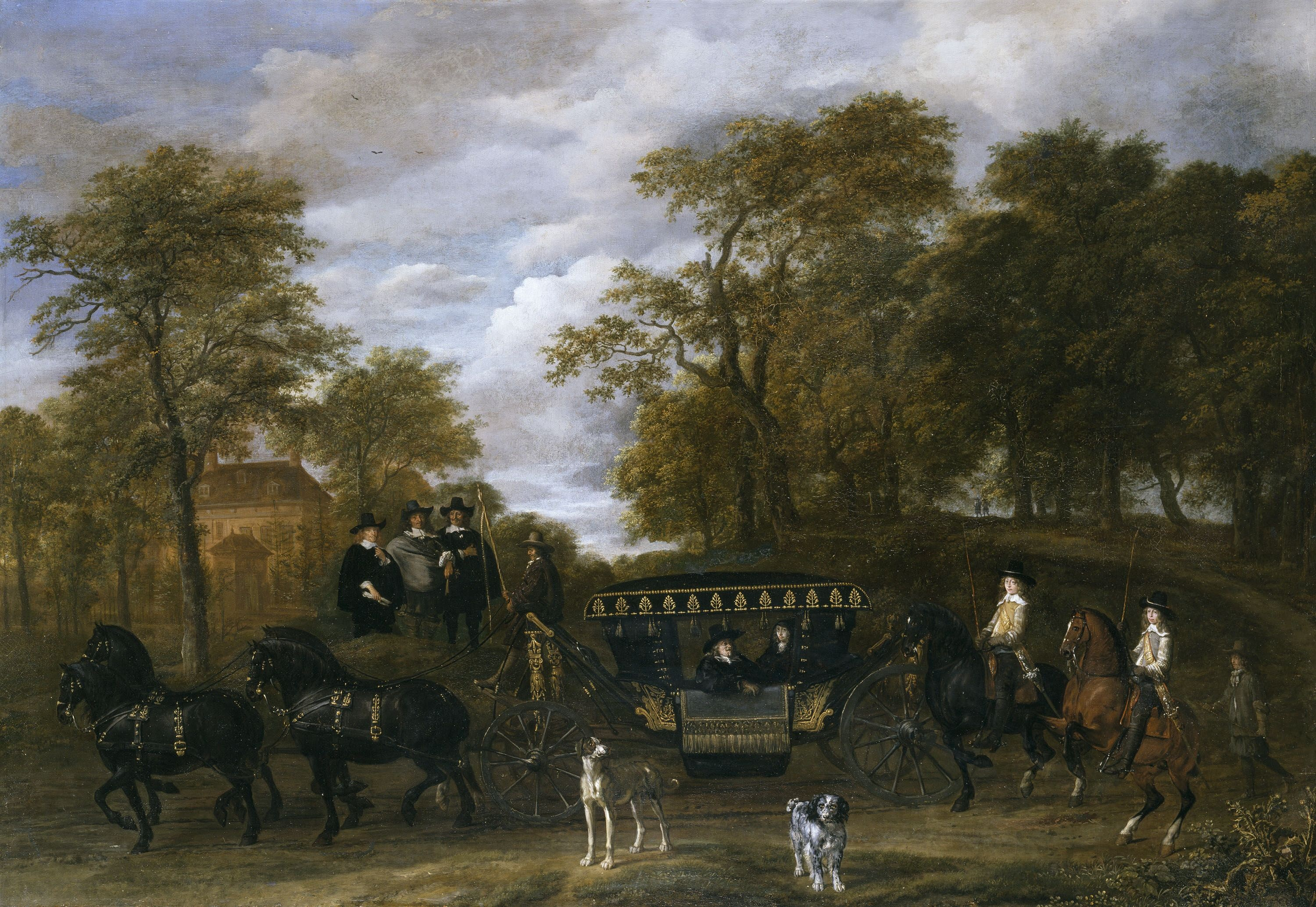
Cornelis de Graeff en hun aanverwante personen te Soestdijk. Het Landschap is aan Jacob van Ruisdael toegeschreven, en het portretten aan Thomas de Keyser, tussen 1656 en 1660, (National Gallery of Ireland)

Ondanks de Acte van Seclusie genoot De Graeff het vertrouwen van de Oranjes. Maria Henriëtte Stuart vertrouwde hem het voogdijschap over haar zoon prins Willem III toe. In 1660 werd De Graeff samen met De Witt en Gillis Valckenier voogd van Willem, het kind van staat. De prins speelde samen met De Graeffs zonen Jacob en Pieter in het huis aan de dijk naar Soest (het latere paleis Soestdijk).

### Zweeds-Poolse oorlog
Amsterdam onder De Graeff was op het hoogtepunt van zijn macht en bewerkstelligde in 1656 een expeditie van Michiel de Ruyter naar de Middellandse Zee en in de oorlog van Karel X Gustaaf van Zweden tegen Polen, een expeditie geleid door Jacob van Wassenaer Obdam naar de Oostzee. Het gunstige gevolg was dat Dantzig neutraal werd verklaard in een verdrag tussen de Grote Keurvorst en de Republiek. Zweden weigerde de neutraliteit te erkennen en Cornelis de Graeff en Johan Huydecoper van Maarsseveen besloten vervolgens Coenraad van Beuningen naar Kopenhagen te zenden om Denemarken tot een oorlog tegen Zweden te bewegen. Tot ieders verbazing trok de Zweedse koning midden in de winter vanuit Jutland over de bevroren Grote Belt naar Kopenhagen. In een tweede expeditie om Kopenhagen te ontzetten kwam admiraal Witte de With in de Slag in de Sont om het leven. Amsterdam was bereid om de strijd tegen Zweden door te zetten, tegen de zin van raadpensionaris. Zweden sloot vrede toen Karel X in 1660 onverwacht stierf.

## De Graeff en de kunst en wetenschappen
De Graeff was een kunstliefhebber en mecenas. Jan Victors schilderde in 1652 een portret van hem en zijn vrouw uitgebeeld als de aartsvader Isaak en Rebekka en hun kinderen. Hij was de beschermheer van schilders als Jacob van Ruisdael en Govert Flinck en de dichters Vondel en Jan Vos. In 1659 kreeg Flinck van hem de opdracht acht schilderijen voor het stadhuis te leveren. De opdracht werd opnieuw verdeeld, na de plotselinge dood van Flinck, onder Jan Lievens, Jordaens, Rembrandt, Jurriaen Ovens en Jacob van Ruisdael. In 1662 was hij, samen met Cornelis Jan Witsen, Henrick Hooft en Cornelis van Outshoorn, betrokken bij de afwijzing van het schilderij De samenzwering van de Bataven onder Claudius Civilis door Rembrandt van Rijn. Het werd vervangen door een schilderij van Flinck, dat door Ovens werd afgeschilderd.
In 1660 organiseerden de burgemeesters Cornelis en Andries de Graeff en enkele regenten na de dood van Jan en Gerrit Reynst een geschenk aan koning Karel II van Engeland, bekendstaand als the Dutch Gift, waaronder een schilderij van Pieter Jansz. Saenredam, afkomstig van De Graeff.

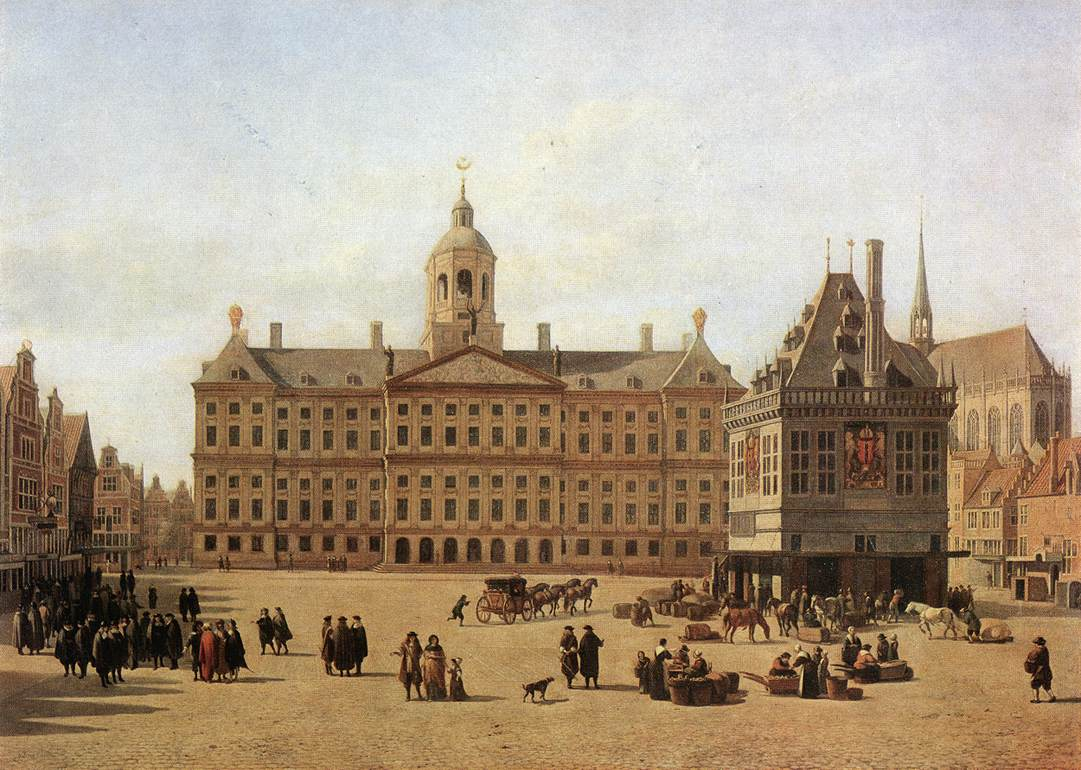
Het stadhuis op de Dam door Gerrit Berckheyde, Gemäldegalerie Alte Meister, Dresden

## Conclusie
In zijn Geschiedenis van Amsterdam roemt Hajo Brugmans De Graeff vooral vanwege zijn tact, inventiviteit en de geslaagde samenwerking met Johan de Witt, vanaf 1653 de raadspensionaris van de republiek. De Graeff communiceerde zacht en voorbeeldig; hij was eerlijk en open, een novum voor de republiek. De Graeffs houding leidde ertoe dat De Witt de Amsterdamse belangen naar vermogen bevorderde. Ook heeft De Graeff zaken nooit op de spits gedreven. Hij had ook oog voor de belangen van de andere Hollandse steden en vermeed een machtspolitiek, die Amsterdam zou hebben geïsoleerd.
Brugmans wijst erop dat De Graeff vrijwel al zijn bestuurlijke en politieke doelen heeft bereikt. Op één punt echter wijst hij met nadruk: het is De Graeff, noch enig ander Amsterdams politicus, ooit gelukt om een raadspensionaris benoemd te krijgen die geheel aan de Amsterdamse wensen voldeed; ook de in 1651 benoemde Adriaan Pauw was dat niet.

## Trivia
- Tot De Graeffs verwanten behoorden Frans Banninck Cocq, de kapitein van de Nachtwacht van Rembrandt, de Rotterdamse regent Daniël van Hogendorp,[19] en de dichter Pieter Corneliszoon Hooft.
- Het Nieuw Nederlandsch Biografisch Woordenboek vermeldt over zijn jeugd: Op zijn negende jaar trof De Graeff het ongeluk van de trappen te vallen, waardoor hij een wond aan de kaak kreeg, ... Het gelaat van Cornelis de Graeff behield echter steeds een ietwat misvormde kaak.[20]
- De Graeff werd in zijn eigen tijd niet vaak aangeduid met zijn familienaam, maar met 'Polsbroek' of 'de heer van Polsbroek'.
- Cornelis de Graeff stemde in 1656 als enige voor een benoeming van Jacob J. Hinlopen tot burgemeester.

- Biografisch Portaal: 06702173
- Digitale Bibliotheek voor de Nederlandse Letteren: grae015
- Gemeinsame Normdatei: 1015477879
- International Standard Name Identifier: 0000 0001 2243 8159
- Union List of Artist Names: 500318691
- Virtual International Authority File: 172163104
- WorldCat: E39PBJpj8Fy8KJm37Vx787PhHC